# In My Room
«In My Room» es una canción escrita por Brian Wilson y Gary Usher para el grupo The Beach Boys. Esta canción aparece en Surfer Girl de 1963. Se editó como lado B del sencillo "Be True to Your School", que alcanzó el puesto n.º 6 en Estados Unidos. "In My Room" llegó al puesto 37 en Cash Box.

## Composición
En palabras de Usher: "Brian siempre decía que su habitación era todo su mundo". Usher escribió la letra junto a Wilson, basada en la idea de Brian. La armonía de tres partes en el primer versículo que Wilson cantó con sus hermanos Carl y Dennis, recordaba las instrucciones vocales que Brian les enseñó cuando compartían un dormitorio juntos.
Como The Beatles habían registrado algunas de sus canciones en alemán, The Beach Boys decidieron hacer lo mismo, grabando "In My Room" en aquella lengua, pero esa versión se editó unas décadas después.

## Publicaciones
"In My Room" fue publicada en el álbum de estudio Surfer Girl de 1963, después fue compilada en Best of The Beach Boys de 1966, en Stack-O-Tracks de 1968, en el exitoso álbum doble Endless Summer de 1974, en Rarities de 1983 apareció una versión cantada en alemán, en el exitoso box set Good Vibrations: Thirty Years of The Beach Boys de 1993, en el compilado The Greatest Hits - Volume 2: 20 More Good Vibrations de 1999, también apareció en el seleccionado de canciones por Brian Wilson Classics selected by Brian Wilson de 2002, en el exitoso Sounds of Summer: The Very Best of The Beach Boys de 2003, en el álbum británico Platinum Collection: Sounds of Summer Edition de 2005, en el compilatorio de sencillos U.S. Singles Collection: The Capitol Years, 1962-1965 de 2008, en Fifty Big Ones: Greatest Hits de 2012 y en Made in California de 2013.

### En vivo
"In My Room" fue interpretada y publicada en el primer álbum en vivo del grupo, Beach Boys Concert de 1965, también había sido interpretada en un concierto de 1964, pero publicado recientemente en 1999, y titulado como The Lost Concert. Además apareció en Live – The 50th Anniversary Tour de 2013 con motivo de los cincuenta años de vida del grupo.

## Recepción
«In My Room» está en el puesto n.º 209 en su lista de la 500 mejores canciones según la revista Rolling Stone.